# Часы утекающего времени
Часы утекающего времени (нем. Uhr der fließenden Zeit) ― водяные часы высотой 13 метров, занимающие три этажа в берлинском Европа-центре. Часы были созданы французским художником Бернаром Життоном в 1982 году.

## Работа
Водяные часы показывают время, постепенно заполняя сообщающиеся друг с другом стеклянные сосуды жидкостью, окрашенной флуоресцеином.
Система состоит из 30 маленьких плоских сосудов и 12 больших сфер. Маленькие сосуды наполняются каждые 2 минуты, то есть когда они все заполняются, проходит 1 час. В этот момент жидкость вытекает и заполняет один из сферических сосудов в другой части часов: таким образом, каждая сфера показывает 1 час. Через 12 часов система полностью опустошается, и цикл возобновляется (сосуды периодически опорожняются в 1:00 и 13:00).
Движение жидкости в сосудах регулируется маятником, расположенным в нижней части часов, который, в свою очередь, перемещается с помощью потока жидкости в общий резервуар.